# Budy Michałowskie (powiat grójecki)
Budy Michałowskie – wieś sołecka w Polsce położona w województwie mazowieckim, w powiecie grójeckim, w gminie Warka, nad Pilicą.
Do 1954 w powiecie kozienickim w woj. kieleckim.
W latach 1975–1998 miejscowość należała administracyjnie do województwa radomskiego.
Budy Michałowskie są miejscem startu dla jednodniowych spływów kajakowych po Pilicy, z metą w Warce.